# 32. српска бригада НОВЈ
Тридесет друга српска бригада НОВЈ формирана је 4. октобра 1944. године код села Милошевца од два батаљона Једанаесте крајишке дивизије и Мачванског партизанског одреда. При формирању је у свом саставу имала 1000, а 27. октобра преко 1500 бораца. Првобитно је носила име Мачванска бригада.

## Борбени пут бригаде
У саставу Једанаесте дивизије НОВЈ вршила је мобилизацију нових бораца у Мачви и Тамнави, заузела је немачка упоришта у селима Звечки и Белом Пољу. Учествовала је и у борбама за ослобођење Обреновца, а затим у Београдској операцији, где је водила тешке борбе у рејону Авале против делова немачке Прве брдске дивизије који су се повлачили правцем Авала-Рума-Сремска Митровица, а 3. и 4. децембра 1944. водила је тешке борбе против немачких јединица у Ердевику. Потом је до почетка марта водила борбе на Сремском фронту против немачких снага у рејону Шид, Товарник и Беркасово. Расформирана је 7. марта 1945. године, а њеним људством су биле попуњене 1. пролетерска, 5. крајишка и 21. српска дивизија ЈА.